# Arnold Stadler
Arnold Stadler (* 9. dubna 1954, Meßkirch, Bádensko-Württembersko) je německý spisovatel. V roce 1999 se stal laureátem ceny Georga Büchnera.

## Život a dílo
Studoval katolickou teologii a posléze germanistiku. Disertační práci psal na téma 'Das Buch der Psalmen und die deutschsprachige Lyrik des 20. Jahrhunderts: zu den Psalmen im Werk Bertolt Brechts und Paul Celans'. I když teologii vystudoval, knězem se nakonec nikdy nestal, protože se povolání necítil být dost hoden.

### Přehled děl v originále (výběr)
K listopadu roku 2016 byl již dvakrát (2007 – román Komm, gehen wir; 2016 – román Rauschzeit) v tzv. širší nominaci na Německou knižní cenu.
- Salvatore: Roman[8]. Frankfurt am Main: S. Fischer Verlag, 2008. 222 S.[9]